# Traité de Taipei

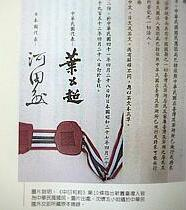
Signatures du traité de paix entre la Chine et le Japon dans la collection du ministère des affaires étrangères de la République de Chine

Le traité de Taipei est un traité de paix, signé entre la République de Chine (alors limitée à Taïwan, trois ans après la proclamation de la République populaire de Chine, le 1er octobre 1949) et le Japon signé à Taipei, le 28 avril 1952. Elle fait suite au traité de San Francisco, signé en 1951 entre les États-Unis et le Japon. Dans ce traité de Taipei, le Japon renonce à l'île de Taïwan et aux îles Pescadores.
La République populaire de Chine n'est pas partie au traité de Taipei et le considère comme illégale. Après l'adoption de la résolution 2758 en 1971, le Japon engage des négociations avec la République populaire de Chine qui aboutissent à sa reconnaissance le 29 septembre 1972. Cette reconnaissance s'accompagne d'une rupture des relations diplomatiques officielles entre le Japon et la République de Chine. Le 12 août 1978, le Japon et la République populaire de Chine normalisèrent leurs relations en signant un traité de paix et d'amitié. 
Aujourd'hui, le traité de Taipei n'est plus reconnu par le Japon mais il reste de fait en vigueur.